# Grigori Zinóviev
Grigori Ievséievitx Zinóviev, rus: Григо́рий Евс́еевич Зин́овьев, nascut Ovsei-Guerxon Aarónovitx Radomislski (Радомысльский), també conegut com a Hirsch Apfelbaum, (11 de setembre, 1883 - 25 d'agost, 1936) va ser un revolucionari bolxevic i un polític comunista de la Unió Soviètica. Va néixer a Ielissavetgrad i va morir a Moscou. Va ser amic de Lenin i condemnat al bandejament i a la presó. Després de la mort de Lenin va formar el triumvirat directiu de l'estat al costat de Stalin i Lev Kàmenev. El 25 d'agost de 1936 va morir executat al costat de Kàmenev per acusació d'oposició a Stalin.

## Abans de la Revolució de 1917 (1901-1917)
Va néixer a Ielissavetgrad (actualment a la província de Kirovohrad), Ucraïna, aleshores Imperi Rus en una família d'agricultors lleters jueus, que el van educar en la seva llar. Entre 1923 i 1935 la ciutat va ser coneguda com a Zinóvievsk. Zinóviev es va unir al Partit Socialdemòcrata Obrer Rus el 1901 i va ser membre de la facció bolxevic des de la seva creació el 1903. Des d'aquest temps fins a la caiguda de l'Imperi Rus el febrer de 1917, va ser un dels líders bolxevics i un dels més propers a Lenin, treballant en conjunt dintre i fora de Rússia com les circumstàncies se'ls permetés. Fou escollit per al comitè central del RSDLP el 1907 i fou, fins a 1917, un constant col·laborador de Lenin i representant de diverses organitzacions socials.

## 1917
Zinóviev va passar la Primera Guerra Mundial a Suïssa i va tornar a Rússia el 1917 amb tren segellat al costat de Lenin i altres revolucionaris oposats a la guerra. Va romandre com a part de la direcció bolxevic en els primers mesos de la revolució de 1917 i, al costat de Lenin, va ser forçat a la clandestinitat després d'un intent colpista al juliol de 1917. No obstant això, Zinóviev i Lenin aviat van tenir una ruptura després de l'augment de poder dels bolxevics durant la Revolució d'Octubre. El 10 d'octubre de 1917, ell i Lev Kàmenev van ser els únics dos membres del Comitè Central que van votar en contra de Lenin sobre la seva proposta d'acció armada. Lenin es va enfurismar i va demanar l'expulsió d'ambdós membres del partit.
El 29 d'octubre de 1917, immediatament després de la presa de poder pels bolxevics durant la Revolució d'Octubre, el Comitè executiu del sindicat nacional del ferrocarril, Vikzhel, va amenaçar amb un cop nacional tret que els bolxevics compartissin el poder amb altres partits socialistes i va treure Lenin i Lev Trotski del govern. Zinóviev, Kàmenev i els seus aliats en el Comitè Central Bolxevic van argumentar que els bolxevics no tenien elecció llevat de començar negociacions, ja que un atac al ferrocarril podria minvar l'habilitat del seu govern per a combatre les forces que àdhuc eren lleials a l'enderrocat Govern Provisional.
Encara que Zinóviev i Kàmenev van tenir de forma breu el suport d'una majoria del Comitè Central i les negociacions van començar, un ràpid enfonsament de les forces antibolxevics als afores de Petrograd va permetre Lenin i Trotski convèncer el Comitè Central d'abandonar del procés de negociació. En resposta, Zinóviev, Kàmenev, Aleksei Ríkov, Vladimir Miliutin i Victor Nogin van dimitir del Comitè Central el 4 de novembre de 1917. L'endemà, Lenin va escriure una proclama anomenant Zinóviev i Kàmenev desertors i mai no va oblidar la seva conducta, fent una referència de forma ambigua a l'"episodi d'octubre" en el seu Testament. Aquest va ser un punt decisiu en la carrera de Zinóviev i durant els següents 5 anys va ser Trotski i no pas Zinóviev el número dos del Partit Bolxevic. Zinóviev, un home ambiciós, no va acceptar la seva degradació i va fer el possible per a minar la posició de Trotski dintre del Partit entre 1918 i 1925.

## La Guerra Civil (1918-1920)
Zinóviev aviat va tornar a la cleda i fou novament escollit per al Comitè Central en el VII Congrés del Partit el 8 de març de 1918. Fou posat a càrrec de la ciutat i del govern regional de Petrograd (nom anterior de Sant Petersburg fins a 1914, Leningrad entre 1924-1991). Es va convertir en membre sense dret a vot del Politburó quan va ser creat després del VIII Congrés el 25 de març de 1919. També es va convertir en president del Komintern en el moment de la seva creació el març de 1919.
Zinóviev va ser responsable de la defensa de Petrograd durant dos períodes d'intenses trobades amb forces blanques el 1919. Trotski, qui estava a càrrec del total de l'Exèrcit Roig durant la Guerra Civil Russa, valorà poc el lideratge de Zinóviev, la qual cosa va agreujar la seva relació ja tibant.

## Ascens al poder (1921-1923)

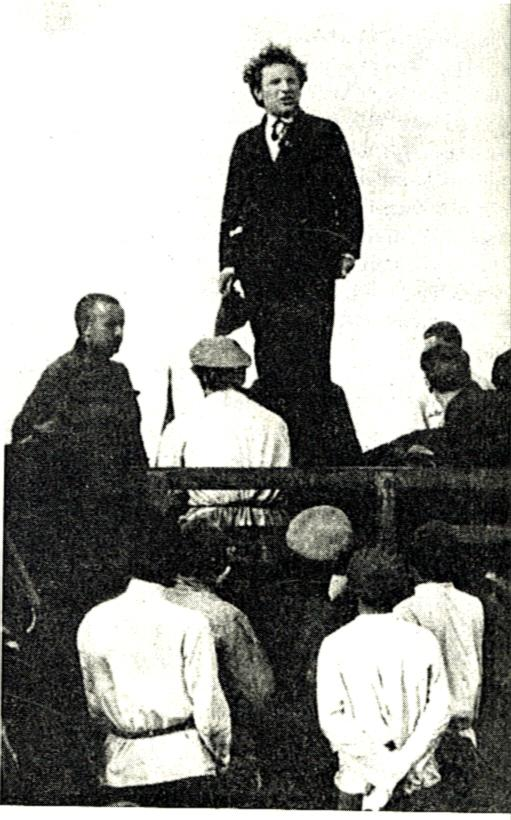
Zinóviev en públic

Zinóviev fou una de les més importants figures de la Unió Soviètica durant els anys finals de Lenin (1922-1923) i fins i tot més després de la seva mort al gener, 1924. Va lliurar els informes del Comitè Central al XII i XIII congrés del partit el 1923 i 1924 respectivament, cosa que solia fer Lenin. Va ser també considerat com un dels líders ideològics del partit. Com cap de la Komintern, Zinoviev fou culpat del fracàs de la revolta comunista a Alemanya, però la desvià a Karl Radek.

## Amb Stalin i Kàmenev contra Trotski (1923-1924)
Zinóviev, amb la seva propera relació amb Kàmenev i Stalin, va formar un triumvirat de poder en el Partit Comunista, defensant l'antirrevisionisme i jugant un rol fonamental en la marginalització de Lev Trotski des de 1922 i de les formes pacífiques o no violentes del socialisme. El triumvirat va manejar curosament els debats interins del partit i va delegar el procés de selecció el 1923 durant la Conferència XIII del partit i va assegurar una vasta majoria dels llocs.
La conferència, celebrada el gener de 1924 immediatament després de la mort de Lenin, va denunciar Trotski i al "Trotskisme". Alguns dels simpatitzants de Trotski van ser degradats o reassignats davant la seva derrota. No obstant això, com a conseqüència dels esdeveniments, el seu poder real estava limitat al conglomerat del partit de Petrograd, mentre que la resta dels membres del partit comunista estaven sota el control de Stalin. Després de la derrota de Trotski en la Conferència XIII, la tensió entre Zinóviev i Lev Kàmenev d'una banda i Stalin per l'altre van arribar a ser més obertes i amenaçadores, amb el que acabà la seva fràgil aliança. No obstant això, quan Trotski va publicar Les lliçons d'Octubre a fins de 1924, va descriure l'oposició de Kàmenev i Zinóviev a la presa del poder el 1917, cosa que ambdós havien preferit callar durant el temps.
Això va iniciar a una nova disputa dintre del partit amb Zinóviev i Kàmenev una vegada més aliats a Stalin en contra de Trotski. Ells i els seus simpatitzants van acusar Trotski de diversos errors durant la Guerra Civil Russa danyant la seva imatge militar i forçant-lo a renunciar al lloc de Comissari del Poble de l'Exèrcit i Assumptes navals i Cap del Concili Militar Revolucionari el gener de 1925. Zinóviev va demanar l'expulsió de Trotski del partit, però Stalin es va negar, jugant així un hàbil rol de "moderat".

## Ruptura amb Stalin (1925)
Amb Trotski finalment en la banqueta, el triumvirat Zinóviev-Kàmenev-Stalin va començar a esvair-se a principis de 1925. Ambdós bàndols van passar la majoria de l'any buscant suports entre bastidors. Stalin va aconseguir una aliança amb el teòric del Partit Comunista i editor de Pravda Nikolai Bukharin i el primer ministre soviètic Aleksei Ríkov. Zinóviev i Kàmenev es van aliar amb la vídua de Lenin, Nadejda Krúpskaia, i Grigori Sokolnikov, el Comissari Soviètic de Finances i membre sense dret a vot del Politburó. La lluita va començar en la trobada de setembre de 1925 del Comitè Central i el desenllaç va arribar en el XIV Congrés del Partit el desembre del mateix any. Amb solament la delegació de Leningrad donant-los suport, Zinóviev i Kàmenev es van trobar en una petita minoria i foren sonorament vençuts. Zinóviev va ser reelegit pel Politburó, però el seu aliat Kàmenev va ser degradat de membre complet a membre sense dret a vot i Sokolnikov també va caure, mentre que Stalin va tenir més aliats seus al Politburó.
Durant les setmanes del Congrés, Stalin li arrabassà el control de l'organització i govern del partit a Leningrad a Zinóviev, sent destituït aquest últim de tots els llocs regionals, deixant-li només el Komintern com a potencial base de poder.

## Amb Trotski contra Stalin (1926-1927)
Durant una treva en la lluita de l'interior del partit en la primavera de 1926, Zinóviev, Kàmenev i els seus partidaris es van trobar pròxims als de Trotski i ambdós grups van formar una aliança, que també comprenia alguns petits grups d'oposició dintre del Partit Comunista. L'aliança va ser coneguda com l'Oposició Unida. Al maig de 1926, Stalin, sospesant les seves opcions en una carta a Viatxeslav Mólotov, va dirigir als seus partidaris per a concentrar els seus atacs en Zinóviev, ja que aquest últim estava profundament familiaritzat amb els mètodes de Stalin de la seva època junts en el triumvirat. Seguint les ordres de Stalin, els seus partidaris van acusar Zinóviev d'usar l'aparell del Komintern para donar suport a activitats de les faccions (l'Afer Laixevitx) i Zinóviev va ser destituït del Politburó després d'una tumultuosa trobada del Comitè Central el juliol de 1926.
En poc temps a partir de llavors l'oficina del president del Komintern va ser abolida i Zinóviev va perdre el seu últim lloc important. Zinóviev va romandre en oposició a Stalin durant tot 1926 i 1927, i fou expulsat del Comitè Central l'octubre de 1927. Quan l'Oposició Unida intentà organitzar manifestacions independents commemorant el 10è aniversari de la presa de poder pels bolxevics el novembre de 1927, els manifestants van ser dispersats per la força i Zinóviev i Trotski van ser expulsats del Partit Comunista el 12 de novembre. Els seus principals seguidors, des de Kàmenev cap avall, van ser expulsats el desembre de 1927 en el XV Congrés del Partit, la qual cosa van preparar el terreny per a les expulsions en massa dels opositors de rengla i fila i també exili intern dels líders d'oposició a principis de 1928.

## Submissió a Stalin (1928-1934)
Mentre que Trotski es va mantenir ferm en la seva oposició a Stalin després de la seva expulsió del Partit i el subsegüent exili, Zinóviev i Kàmenev van capitular gairebé immediatament i van cridar als seus partidaris a seguir el seu exemple. Van escriure cartes obertes reconeixent els seus errors i van ser readmesos al Partit Comunista després un període de reflexió de sis mesos. Mai van recuperar els seus càrrecs en el Comitè Central, però van rebre posicions de nivell mitjà dintre de la burocràcia soviètica.
Kàmenev i, indirectament, Zinóviev, es van relacionar amb Bukharin, al començament del seu curta i desgraciada lluita amb Stalin, en l'estiu de 1928, cosa del que fou ràpidament informat Stalin i usat contra Bukharin com a prova del seu faccionalisme. Zinóviev i Kàmenev van romandre políticament inactius fins a octubre de 1932 quan van ser expulsats del Partit Comunista per no informar de membres del partit opositors durant l'afer Riutin. Després que una vegada més admetessin els seus suposats errors, van ser readmesos el desembre de 1933. Van ser obligats a fer discursos autocrítics en el XVII Congrés del Partit el gener de 1934 quan Stalin passava revista als qui una vegada van ser els seus rivals polítics, ara vençuts i aparentment penedits.

## Processos de Moscou (1935-1936)
Després de l'assassinat de Serguei Kírov l'1 de desembre de 1934, amb el qual va començar la Gran Purga de Stalin, Zinóviev, Kàmenev i els seus col·laboradors més propers van ser una vegada més expulsats del Partit Comunista i arrestats el desembre de 1934. Van ser jutjats el gener de 1935 i van ser forçats a admetre "complicitat moral" en l'assassinat de Kírov. Zinóviev va ser sentenciat a 10 anys de presó i els seus partidaris a penes de diferents durades. L'agost de 1936, després de mesos de curoses preparacions i un assaig general a les presons de la policia secreta soviètica, Zinoviev, Kàmenev i uns altres 14, la majoria bolxevics, van ser jutjats novament. Aquesta vegada els càrrecs incloïen la formació d'una organització terrorista que suposadament va assassinar Kírov i intentà assassinar Stalin i altres líders del govern soviètic.
Aquest Judici dels Setze (o el judici del "Centre Terrorista Trotskià-Zinovievià") va ser el primer judici farsa-espectacle de Moscou i va establir les bases per als següents judici farsa-espectacles on els bolxevics van confessar crims cada vegada més elaborats i monstruosos, que incloïen l'espionatge, enverinament, sabotatge, i així successivament. Com els altres acusats, Zinóviev va ser declarat culpable i executat el 25 d'agost de 1936. L'execució de Zinóviev, Kàmenev i els seus associats va trencar un tabú important: cap antic bolxevic, i menys uns de tan important, van ser morts pel govern de Stalin fins llavors. Van preparar el terreny per a les detencions i execucions en massa dels bolxevics de 1937-1938. Zinoviev i la resta d'acusats, foren formalment absolts de tots els càrrecs pel govern soviètic el 1988 durant la perestroika. Zinóviev té diversos parents en vida; la majoria d'ells viuen als Estats Units, incloent-hi la família Krenitsin.